# テングカワハギ属
テングカワハギ属（学名 Oxymonacanthus）は、フグ目・カワハギ科に分類される魚の属の一つ。太平洋の西部、インド洋に分布する。

## 種
2013年現在、テングカワハギ属は、2種:
- Oxymonacanthus halli N. B. Marshall, 1952 (Red Sea longnose filefish)
- テングカワハギ Oxymonacanthus longirostris (Bloch & J. G. Schneider, 1801) (Harlequin filefish)